# Islamistisches Attentat auf dem Pont de Bir-Hakeim
Das Islamistische Attentat an der Bir-Hakeim-Brücke war ein Attentat mit Messer und Hammer am 2. Dezember 2023 auf und in der Nähe des Pont de Bir-Hakeim in Paris. Ein Mann mit deutscher und philippinischer Doppelstaatsbürgerschaft wurde erstochen. Zwei weitere Passanten, ein Franzose und ein britischer Tourist, wurden mit einem Hammer angegriffen; der Letztere erlitt eine Schädelverletzung.
Beim Täter handelt es sich um einen gebürtigen Iraner, der 2002 französischer Staatsbürger wurde. Er war den Geheimdiensten bekannt und bereits wegen der Planung eines Terroranschlags verurteilt worden. Er wurde nach dem Angriff verhaftet.

## Attentat

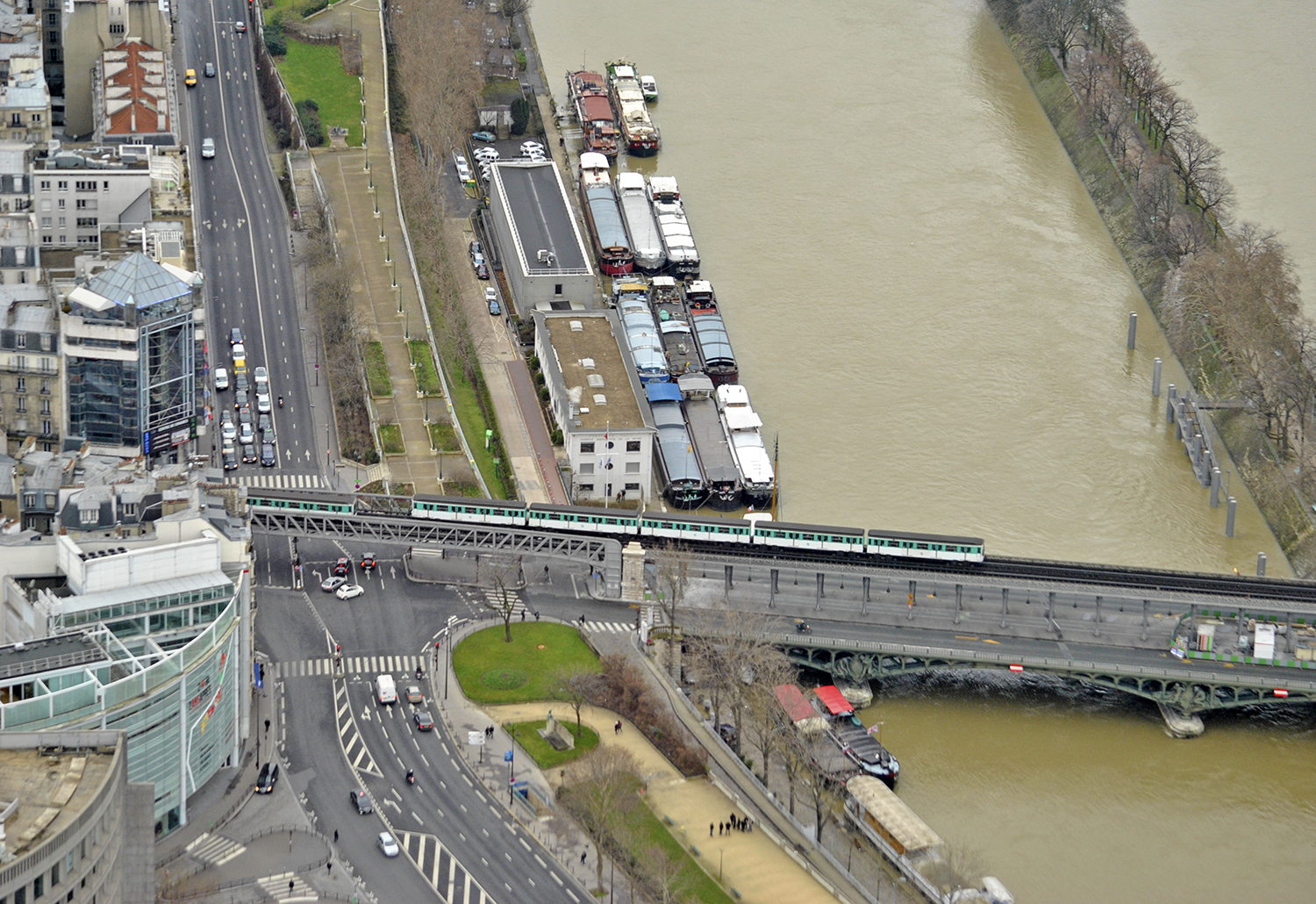
Quai de Grenelle und Pont de Bir-Hakeim

Am 2. Dezember 2023, kurz nach 21 Uhr, griff der Täter zwischen der Straße Quai de Grenelle und dem Pont de Bir-Hakeim eine Gruppe von drei Touristen deutsch/philippinischer Herkunft mit einem Messer an. Er stach einem 23-jährigem Mann in den Rücken und in die Schulter. Der Mann starb, während die beiden anderen von einem Taxifahrer gerettet wurden, der die Szene beobachtet hatte. Um 21.15 Uhr wurde die Polizei von einer Autofahrerin alarmiert. Zwei Teams der Bereitschaftspolizei nahmen die Verfolgung des Terroristen auf. Auf der anderen Seite der Seine griff er eine britische Auswandererfamilie an und versetzte einem 60-jährigen einen Hammerschlag auf das rechte Auge. Um 21:28 Uhr konnte die Polizei den Angreifer in der Rue d'Ankara ausfindig machen. Als er verfolgt wurde, drehte er sich um und griff dabei einen 60-jährigen Franzosen an, der einen Hammerschlag auf den linken Wangenknochen erhielt Um 21.30 Uhr wurde der Terrorist von mehreren Polizisten am Ende der Avenue du Parc-de-Passy in die Enge getrieben. Laut Le Parisien bedrohte er sie mit seinem Hammer und behauptete einen Sprengstoffgürtel zu tragen, was jedoch nicht stimmt. Um 21:31 Uhr wurde er durch den zweiten Taserschuss fixiert und anschließend in Handschellen gelegt.

## Täter und Ermittlungen
Der Täter war den Geheimdiensten bekannt. Armand Rajabpour-Miyandoab ist französischer Staatsbürger, geboren am 21. März 1997 in Neuilly-sur-Seine als Sohn nicht-muslimischer iranischer Eltern.
Er konvertierte 2015 zum Islam und wurde bereits im Juli 2016 von der Direction générale de la sécurité intérieure verhaftet, als er verdächtigt wurde, eine Gewalttat begehen zu wollen.
Im Jahr 2018 wurde er wegen terroristischer Verschwörung zu fünf Jahren Gefängnis verurteilt, von denen später ein Jahr zur Bewährung ausgesetzt wurde. Die Ermittlungen ergaben, dass er auch intensiv online mit anderen Islamisten kommunizierte, darunter Maximilien Thibaut, einem Dschihadisten der Gruppe Forsane Alizza, der sich später dem Islamischen Staat anschloss und inzwischen gestorben ist, sowie zwei weiteren Terroristen, die Anschläge in Frankreich verübten, Larossi Abballa, Doppelmörder im Juni 2016 in Magnanville, und Adel Kermiche, einem der beiden Männer, die den Anschlag in Saint-Étienne-du-Rouvray verübten.
Vor dem Angriff rief er „Allahu akbar“. Schon zuvor veröffentlichte er ein Video, in dem er sich als „Unterstützer des Kalifats Islamischer Staat“ bezeichnete und „dem Kalifen Abu Hafs die Treue“ schwor. Er sagte der Polizei, dass er den Tod von Muslimen nicht mehr ertragen könne, sowohl in Afghanistan als auch in Palästina. Ferner äußerte er, dass er verärgert darüber sei, was in Gaza geschehe und dass Frankreich mitschuldig an dem sei, was Israel tue.
Laut Innenminister Gérald Darmanin wurde Armand Rajabpour-Miyandoab 2020 aus dem Gefängnis entlassen. Er wurde überwacht, litt an psychischen Störungen und war in Behandlung.
Die französische nationale Antiterrorstaatsanwaltschaft PNAT (Parquet national antiterroriste) übernahm noch am Abend der Tat die Ermittlungen wegen Mordes und versuchten Mordes in Verbindung mit einem terroristischen Unterfangen sowie wegen Bildung einer kriminellen terroristischen Vereinigung. Die deutsche Bundesanwaltschaft hat aufgrund der deutschen Staatsangehörigkeit des Terroropfers ihrerseits ein Ermittlungsverfahren gegen den Täter eingeleitet wegen des Verdachts der Mitgliedschaft in einer terroristischen Vereinigung in Tateinheit mit Mord.